# Ceraticelus vesperus
Ceraticelus vesperus là một loài nhện trong họ Linyphiidae.
Loài này thuộc chi Ceraticelus. Ceraticelus vesperus được Ralph Vary Chamberlin & Wilton Ivie miêu tả năm 1939.